# Vila Thomaz Albornoz
Vila Thomaz Albornoz é uma povoação na  região de fronteira entre Brasil e Uruguai reivindicada por ambos os países. É situada em posição contígua à Vila Masoller no Uruguai e nos mapas internacionais aparece como um território em discussão. A região contestada situa-se no que era chamado Rincão de Artigas, que tem 22 mil hectares, sendo litigado desde 1934.
A vila Albornoz foi instalada em 1985, em terras cedidas pelo estancieiro Thomaz Albornoz, para marcar a presença brasileira na área.